# Moderne talen
Moderne talen is een onderwijskundige term van het Vlaamse algemeen secundair onderwijs. Het is een vakkencombinatie van de moderne talen (in tegenstelling tot de klassieke talen Latijn en Grieks), die de eigenheid van sommige studierichtingen uitmaakt. Meestal in combinatie met een andere vormingscomponent, bijvoorbeeld:
- Wiskunde - moderne talen
- Wetenschappen - moderne talen
- Economie - moderne talen
- Latijn - moderne talen
- Moderne talen - topsport.

Het gaat dan om een uitgebreidere studie van het  Frans, Engels en Duits en uiteraard de moedertaal Nederlands. Soms kunnen daar nog andere talen aan toegevoegd worden door gebruik te maken van de complementaire uren uit het lessenrooster, zoals Spaans, (modern) Arabisch of Italiaans.